# 阳逻街道
陽邏街道是中华人民共和国湖北省武汉市新洲区下辖的一个街道办事处，位於新洲區南部，南臨長江，與青山區隔江相望。政府駐地關上街，人口156514人，面積188.78平方公里。本街辦下轄香岗、关上、潘家墩、肖家榜等68個居委會及村委會。

## 行政区划
阳逻街道下辖以下地区：
江北社区、汽发社区、商东社区、关上社区、潘家墩社区、吴家田社区、武生院社区、朝家山社区、常乐社区、周冲社区、高新社区、汽渡社区、军安社区、永平社区、兴盛社区、高潮村、新光村、潘庙村、新坳村、长山村、黄土村、中份村、万山村、余岗村、邱栗村、余集村、马山村、老屋村、施岗村、金山村、棋架山村、袁榨村、曹铺村、宋岗村、杏花村、春风村、杨柳村、军民村、山河村、武湖村、桥头村、新堤村、江堤村、奶牛村、金台村、锦屏村、韩衖村、六房村、王田村、金龙村、淘山村、杨咀村、周榨村、徐咀村、新村、新建村、东湖村、竹咀村、邵咀村、海棠村、月明村、毛集村、芦山村、和平村、朱店村、团山村、牌楼村、向阳村、南山村、陈咀村、胡咀村、七湖村、林场村和兴达养殖场。

## 區域作用
陽邏街道辦事處是新洲區下轄的一個街道辦事處。是武漢重點發展的港口及新興城市區。該地區享受省級開發區的各項待遇，預計不久後將成為武漢中心城區的一部份。阳逻亦设有空军机场。